# Mortal Love
Mortal Love  (pol. śmiertelna miłość)  – norweski zespół muzyczny grający gothic metal założony w 2001. 
Utwory zespołu wyróżnia mieszanka sopranu i tenoru w partiach wokalnych, a także spokojna i stała rytmiczna melodia z dodatkiem pianina i syntezatora. W swoich utworach poruszają głównie temat miłości. Dotychczas zespół wydał trzy albumy: All the Beauty, I Have Lost i Forever Will Be Gone.

## Muzycy

### Obecny skład zespołu
- Cat (Catherine Nyland) – śpiew
- Lev (Hans Olav Kjeljebakken) – gitara basowa, śpiew
- Rain6 (Lars Bæk) – gitara
- Damous (Pål Wasa Johansen) – perkusista
- Mulciber – syntezator

### Byli członkowie
- Gabriah (Ørjan Jacobsen) – gitara

## Dyskografia
- All the Beauty... (2002)
- I Have Lost... (2005)
- Forever Will Be Gone (22 września 2006)